# Bressuire
Bressuire – miejscowość i gmina w zachodniej Francji, w regionie Nowa Akwitania, w departamencie Deux-Sèvres. Według danych na rok 2020 gminę zamieszkiwało 19 862 osób, natomiast Okręg Bressuire, którego jest siedzibą, zamieszkuje 109 509 osób.
Bressuire położone jest 90 km na południowy wschód od centrum Nantes, 70 km na południe od centrum Angers oraz ok. 100 km na wschód od Oceanu Atlantyckiego.

## Transport
W miejscowości znajduje się regionalna stacja kolejowa Gare de Bressuire przewoźnika SNCF. 
Przez gminę przebiegają dwie drogi krajowe i zarazem drogi ekspresowe N149 i N249, w których ciągu biegnie trasa europejska E62. 
Komunikacja miejska obejmuje autobusy operatora Tréma.
Miejscowość jest obsługiwana przez międzynarodowy port lotniczy Nantes, oddalony o ok. 90 km na zachód od centrum.

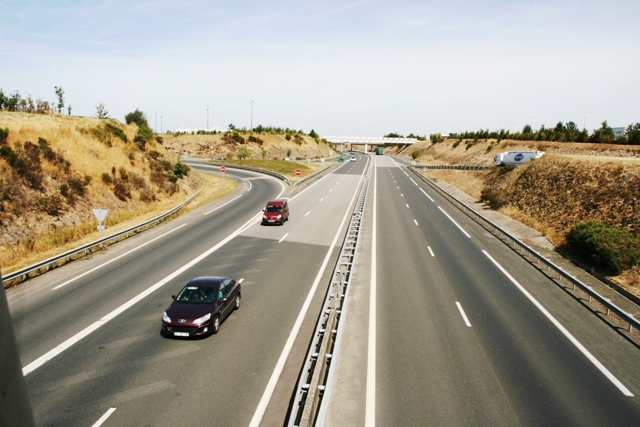
Droga szybkiego ruchu w Bressuire
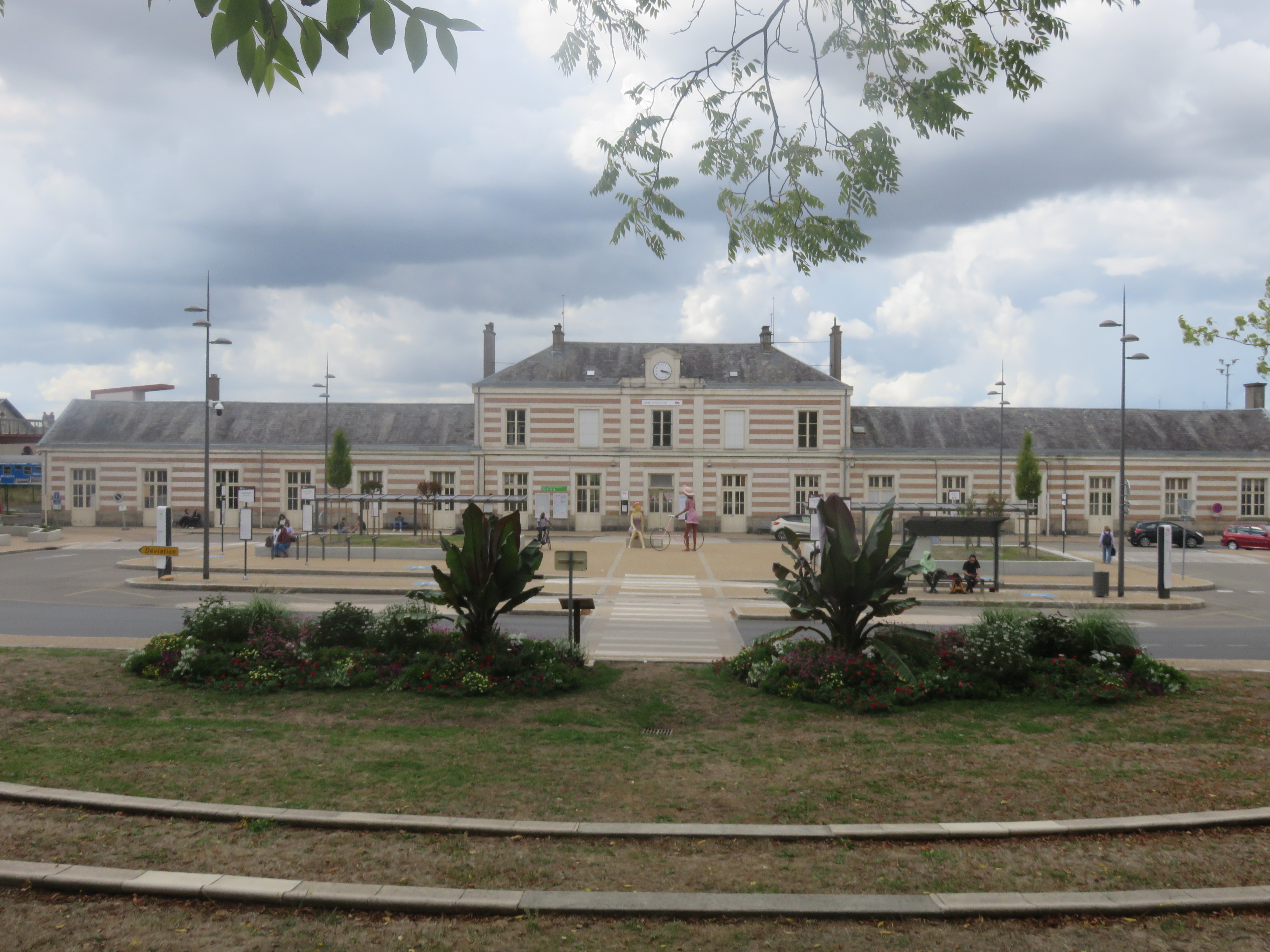
Stacja kolejowa Bressuire
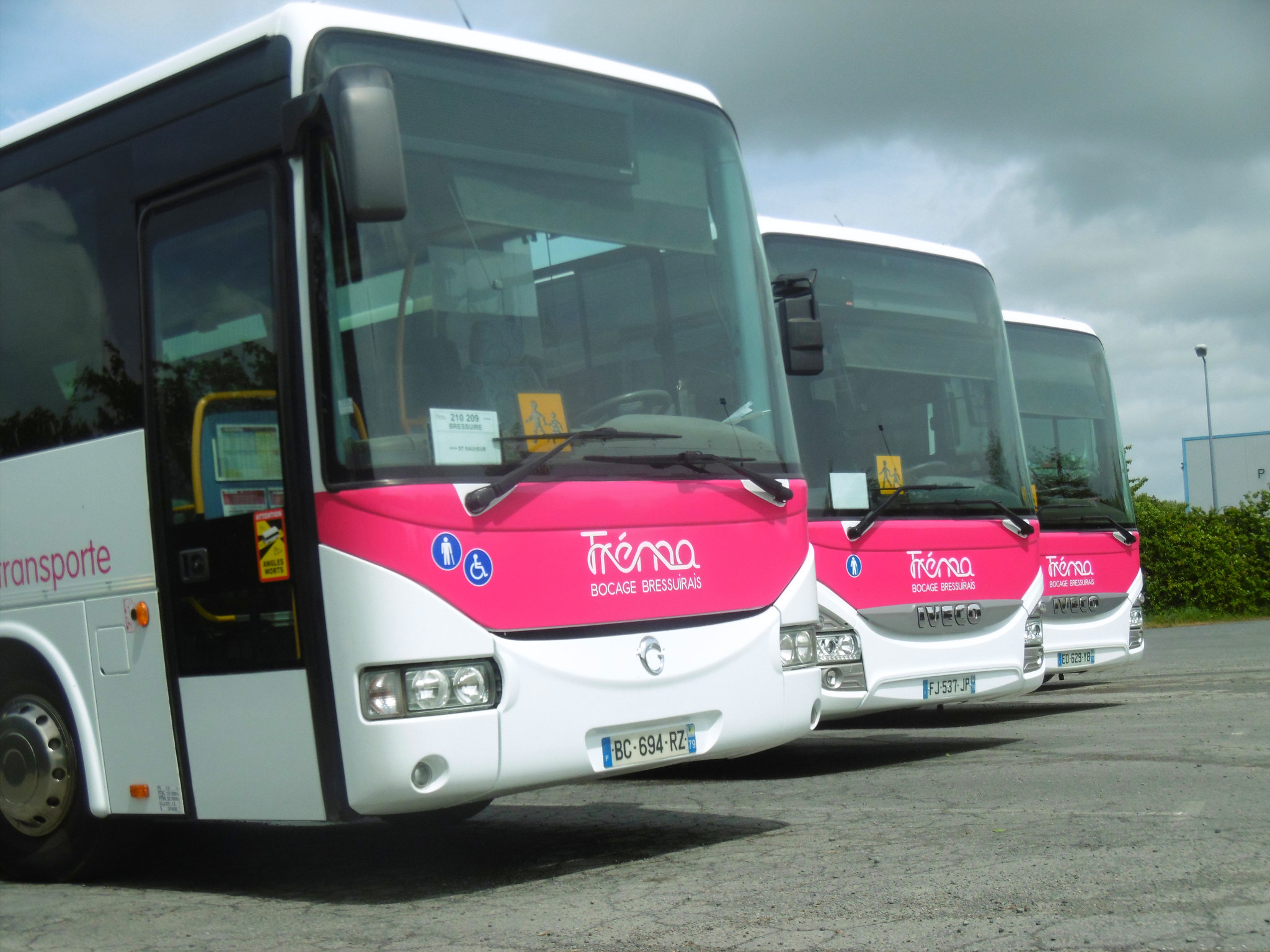
Autobusy komunikacji miejskiej

## Zabytki
Do głównych zabytków należą: 
- zamek Château de Bressuire(inne języki)
- średniowieczny kościół Église Notre-Dame de Bressuire(inne języki) budowany od X do XII wieku
- średniowieczny kościół Église de Saint-Sauveur-de-Givre-en-Mai(inne języki) budowany od XIII do XV wieku
- średniowieczna kaplica Chapelle Saint-Cyprien de Bressuire(inne języki) z XIII wieku
- ruiny kaplicy Chapelle du Petit-Puy(inne języki) z XVI wieku
- loża Logis du Puy-Blain(inne języki) z XV wieku

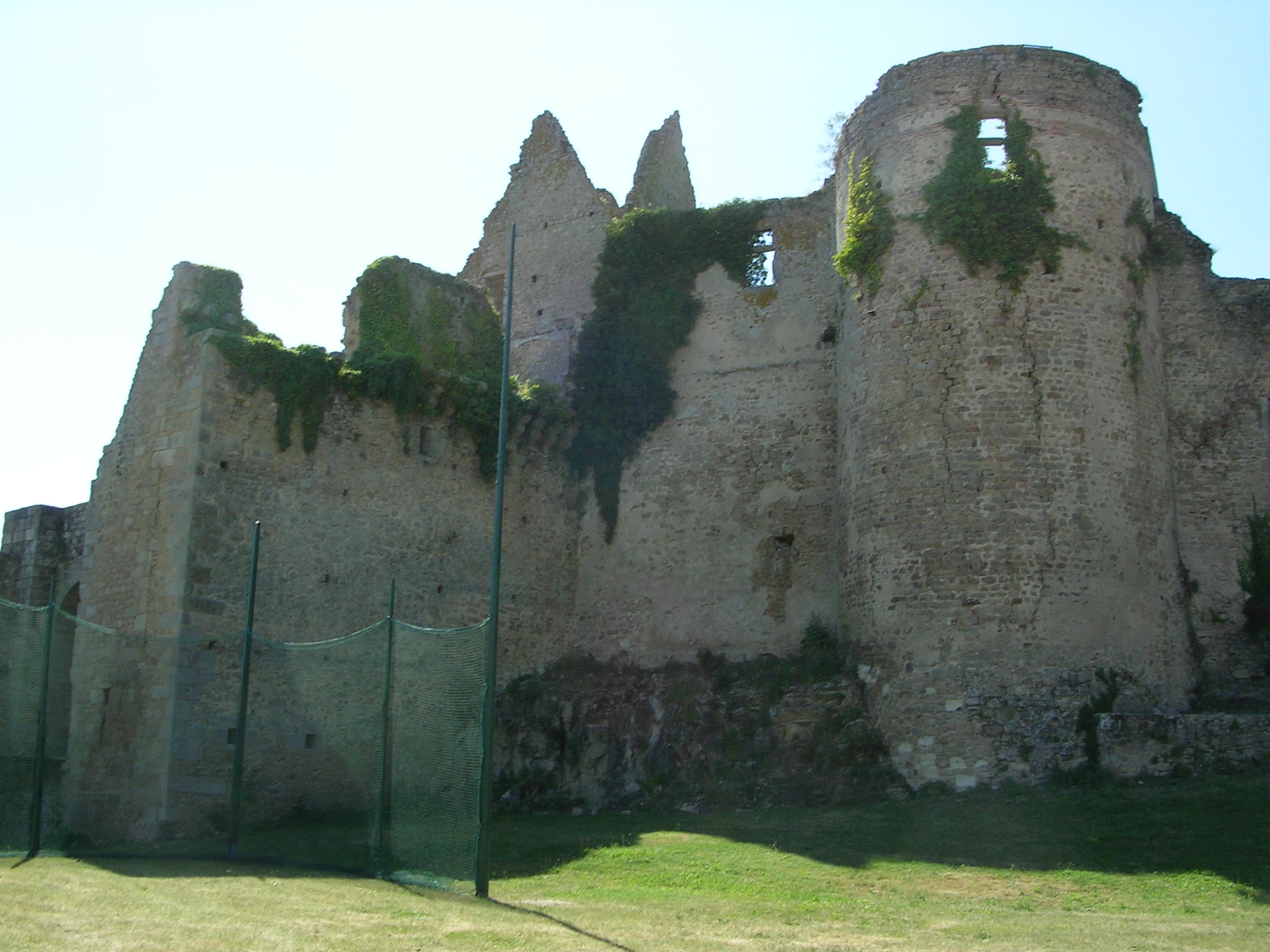
"Zamek Château de Bressuire"(inne języki)
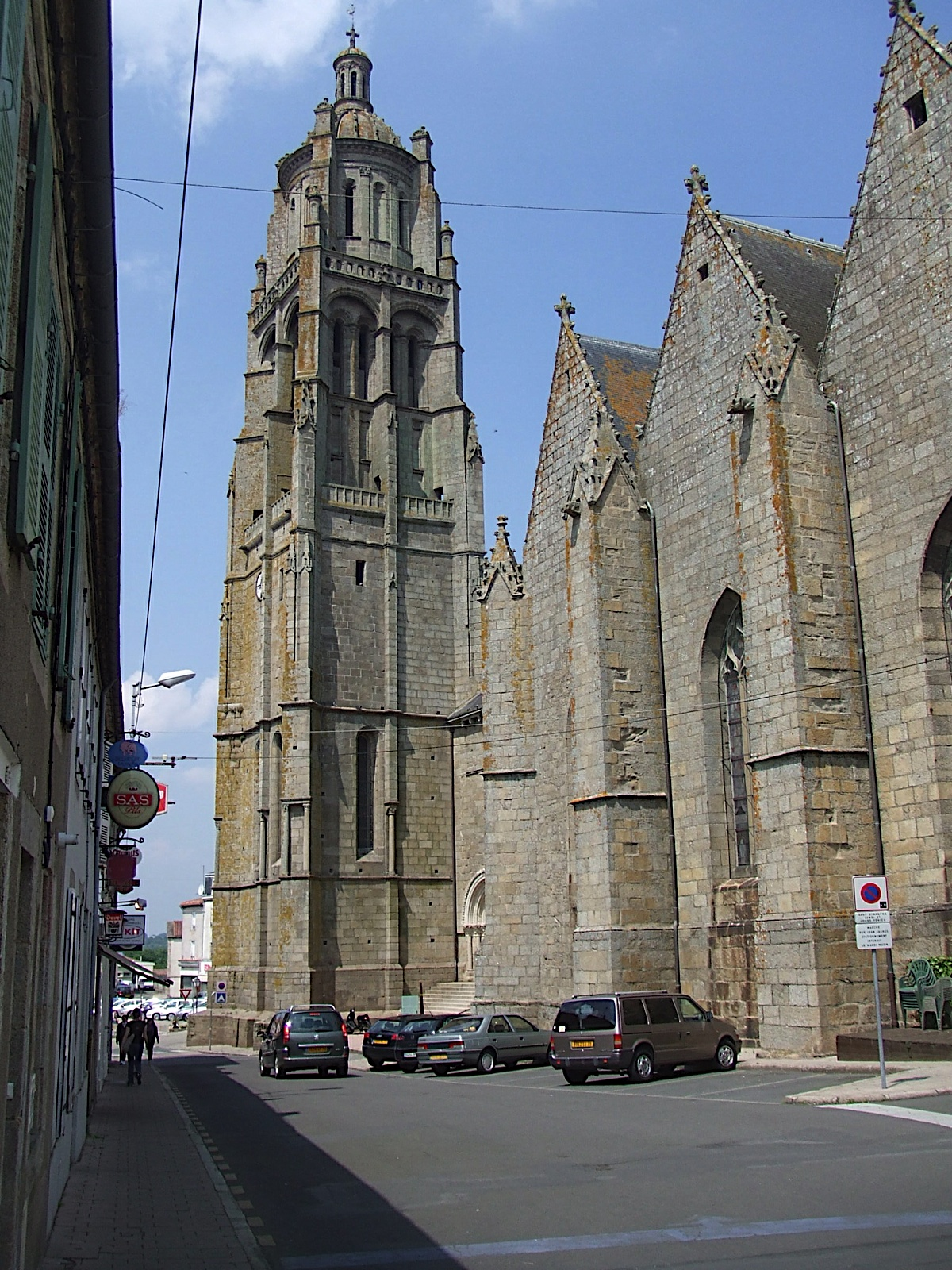
Kościół Église Notre-Dame de Bressuire
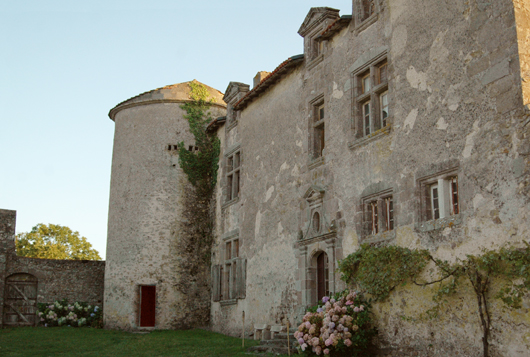
Logis du Puy-Blain

## Klimat
| Miesiąc                                                                                         | Sty  | Lut  | Mar  | Kwi  | Maj  | Cze  | Lip  | Sie  | Wrz  | Paź  | Lis  | Gru  | Roczna |
| ----------------------------------------------------------------------------------------------- | ---- | ---- | ---- | ---- | ---- | ---- | ---- | ---- | ---- | ---- | ---- | ---- | ------ |
| Średnie temperatury w dzień [°C]                                                                | 7,9  | 9,0  | 12,6 | 15,6 | 19,6 | 23,4 | 25,9 | 26,0 | 22,1 | 16,9 | 11,6 | 8,5  | 16,6   |
| Średnie dobowe temperatury [°C]                                                                 | 5,2  | 5,5  | 8,2  | 10,5 | 14,2 | 17,7 | 19,7 | 19,8 | 16,4 | 12,9 | 8,4  | 5,7  | 12,0   |
| Średnie temperatury w nocy [°C]                                                                 | 2,4  | 2,0  | 3,8  | 5,4  | 8,8  | 11,9 | 13,6 | 13,5 | 10,8 | 8,9  | 5,2  | 2,8  | 7,4    |
| Opady [mm]                                                                                      | 92,1 | 67,6 | 64,6 | 63,5 | 67,3 | 52,3 | 51,1 | 51,1 | 58,5 | 97,1 | 89,1 | 97,9 | 852    |
| Średnia liczba dni deszczowych                                                                  | 13,0 | 10,9 | 10,3 | 10,2 | 10,3 | 7,8  | 7,4  | 7,1  | 7,8  | 11,7 | 13,1 | 13,2 | 123    |
| Źródło: Météo-France (liczba dni z opadami dla wartości 1 mm, 1991–2020, wysokość 191 m n.p.m.) |      |      |      |      |      |      |      |      |      |      |      |      |        |

## Miasta partnerskie
- Mequinenza, Hiszpania
- Fraserburgh, Szkocja
- Hodac, Rumunia
- Kpalime, Togo
- Friedberg, Niemcy
- Leixlip, Irlandia
- Riazań, Rosja
- Arica, Chile
- Parczew, Polska